# Hugh Huxley
Hugh Esmor Huxley (25 tháng 2 năm 1924 – 25 tháng 7 năm 2013) là nhà sinh học người Anh. Ông là giáo sư sinh học tại Đại học Brandeis, ở Waltham, Massachusetts, Hoa Kỳ.

## Sự nghiệp
Huxley đậu bằng tiến sĩ ở Christ's College, thuộc Đại học Cambridge và nổi tiếng về công trình nghiên cứu cấu trúc của mô cơ. Trong thập niên 1950 ông là một trong số người đầu tiên sử dụng kính hiển vi điện tử để lập mẫu sợi lướt (sliding filament) cho sự teo cơ, đưa sợi lướt vào giữa các sợi actin và sợi myosin trong cơ xương có khía. Sau đó, ông tiếp tục nghiên cứu, gia tăng đóng góp vào sự hiểu biết của chúng ta về cấu trúc của mô cơ, bằng việc sử dụng kính hiển vi điện tử và các phương pháp học nhiễu xạ tia X (X-ray diffraction methodologies). Phần lớn các nghiên cứu của ông đều dùng mô cơ của ếch nhái như hệ thống mẫu. Ông được bầu vào Royal Society năm 1960, đoạt giải Louisa Gross Horwitz của Đại học Columbia năm 1971. Ông cũng đoạt Royal Medal năm 1977, giải Khoa học thế giới Albert Einstein năm 1987 và Huy chương Copley năm 1997.

## Sách
- John Finch; 'A Nobel Fellow On Every Floor', Medical Research Council 2008, 381 pp, ISBN 978-1840469-40-0; this book is all about the MRC Laboratory of Molecular Biology, Cambridge.